# Santa Linya
Santa Linya è un paese spagnolo di 67 abitanti situato nella comunità autonoma della Catalogna.
Dal 1970 si è unito a Les Avellanes formando il comune di Les Avellanes i Santa Linya.

## Sito d'arrampicata
Vicino al paese c'è un famoso sito d'arrampicata costituito da un'enorme grotta di calcare su cui si sviluppano un centinaio di vie, la maggior parte delle quali di grado superiore all'8a.

### Le vie
Le vie più difficili:
- 9b/5.15b:
  - Stoking the Fire - 6 febbraio 2013 - Chris Sharma[1]
  - Neanderthal - 18 dicembre 2009 - Chris Sharma[2]
- 9a+/5.15a:
  - Catxasa - gennaio 2011 - Chris Sharma[3]
  - Directa open your mind - 8 dicembre 2008 - Ramón Julián Puigblanque[4]
  - La Novena Enmienda - 16 aprile 2005 - Daniel Andrada[5]
- 9a/5.14d:
  - Ciudad de dios - 4 dicembre 2009 - Eduard Marin[6]
  - Analogica - 1º novembre 2009 - Chris Sharma[7]
  - Seleccion natural extension - dicembre 2008 - Chris Sharma[8]
  - Analogica natural extension - 5 dicembre 2008 - Daniel Andrada
  - Fabelita r2 - 20 febbraio 08 - Daniel Andrada
  - Open Your Mind r2 - 15 febbraio 2008 - Daniel Andrada
  - Fabela pa la Enmienda - 1º febbraio 2008 - Eduard Marin[9]
  - Fuck The System - 9 dicembre 2007 - Patxi Usobiaga Lakunza
  - Travers de la enmienda - 8 aprile 2005 - Daniel Andrada
  - Direct Into Your Fabelita
  - Ingravids Extension Total
  - Mercenaris del Passat